# Stichting IJssellandschap

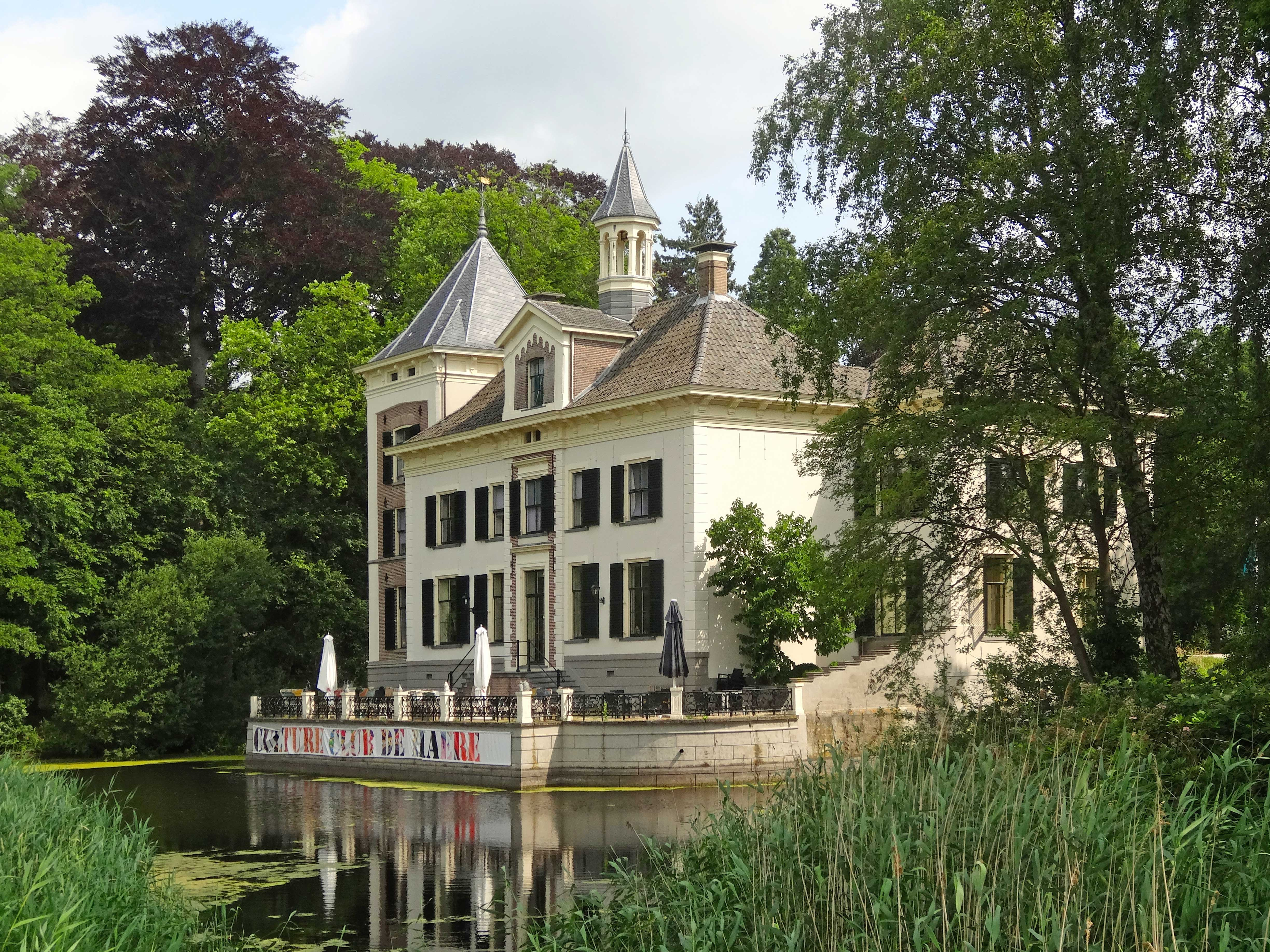
De Haere (vestigingsplaats van de stichting)

Stichting IJssellandschap is een stichting in de Nederlandse provincies Overijssel en Gelderland, die ten doel heeft het bezitten, beheren en in stand houden van de onroerende goederen zoals landgoederen, landbouwbedrijven en natuurgebieden in de streek rond Deventer. De stichting heeft haar statutaire zetel in die stad, maar is feitelijk gevestigd in het kasteeltje op het landgoed De Haere in de gemeente Olst-Wijhe.

## Geschiedenis
De stichting is in 1986 ontstaan vanuit de uit de middeleeuwen stammende weldadigheidsorganisatie Verenigde Gestichten te Deventer.
Het vroegste onderdeel hiervan dateert uit 1267 en was een gasthuis ter opvang van armen, zieken, daklozen en vreemdelingen. Deventer was in de middeleeuwen een welvarende stad en een belangrijk religieus centrum. De kerkelijke liefdadigheidsinstellingen verkregen uit legaten veel boerderijen, landerijen en woeste gronden.  Na de Reformatie kwam dit alles in beheer bij de Nederlands Hervormde Kerk. In 1795 werden acht Deventer instellingen samengevoegd tot de Verenigde Gestichten, die met de toenemende scheiding van kerk en staat steeds meer onder de invloed van de burgerlijke overheid kwam. De stichting heeft na de Tweede Wereldoorlog veel gronden verkocht ten behoeve van de Deventer stadsuitbreiding. Ze kocht er verder van de stad gelegen landgoederen voor terug.

## Modernisering
In de jaren 1980 werd de taak van beheer en instandhouding van de bezittingen steeds moeilijker te vervullen voor wat inmiddels de Stichting De Verenigde Gestichten voor bejaardenzorg was gaan heten. Daarom werd het grondbezit in 1986 in de nieuwe Stichting IJssellandschap ondergebracht. Deze bleek voldoende kapitaalkrachtig om het bezit daarna nog te kunnen uitbreiden.
De stichting beheert ook gronden in het buitengebied rond Deventer die eigendom zijn van Het Burgerweeshuis, het Deventer Kinderhuis en de gemeente Deventer.

## Bezit

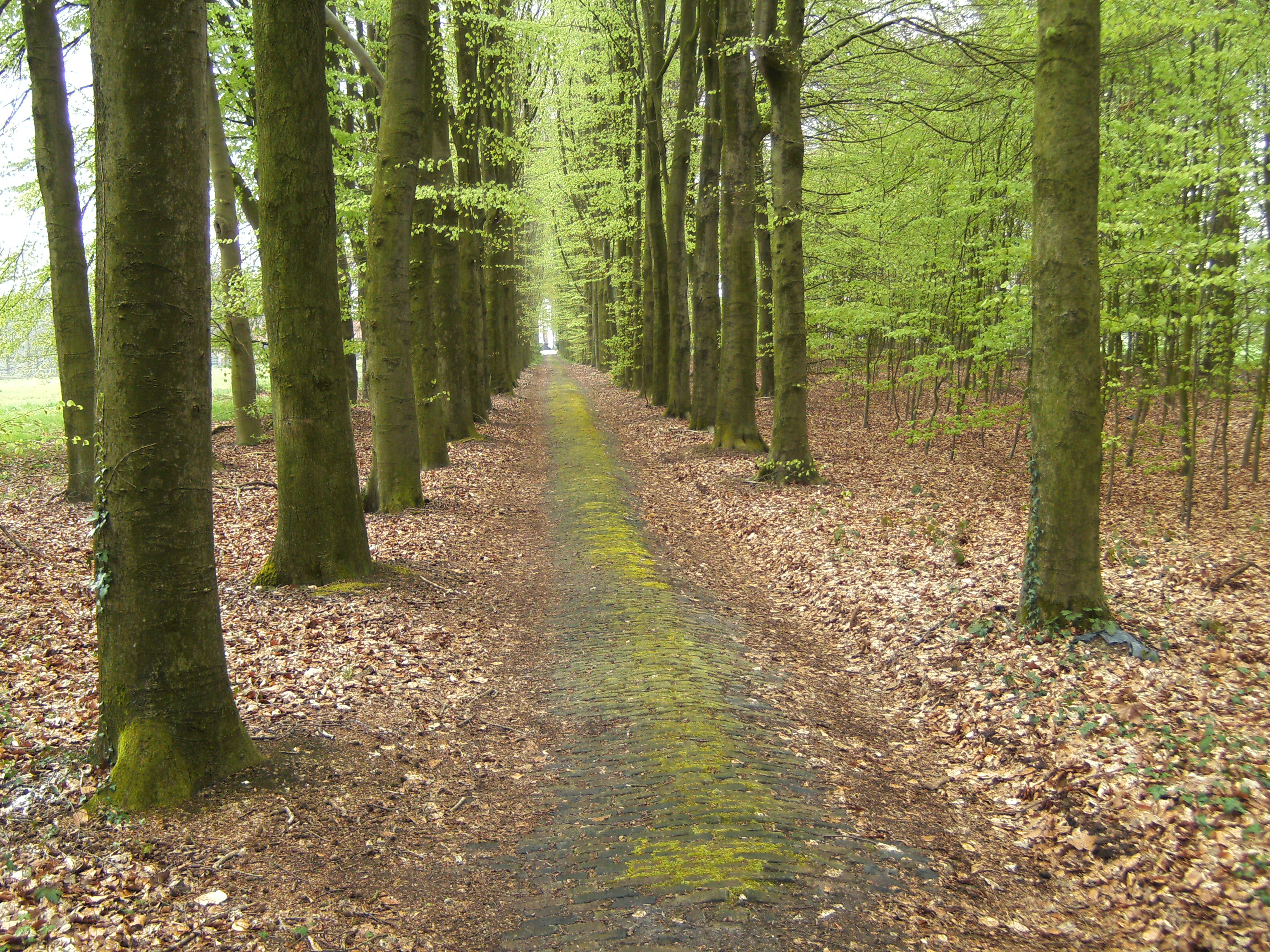
Laan naar huis Boxbergen

Het bezit van de stichting was in 2020 zo'n 4.300 hectare groot. Het is verdeeld in ongeveer 25 grotere en kleinere gebieden die verspreid zijn over de gemeenten Deventer, Olst-Wijhe, Raalte, Dalfsen, Rijssen, Lochem en Voorst. De meeste terreinen liggen echter binnen een straal van 10 kilometer rond de stad Deventer. Een kleine driekwart is landbouwgrond die meestal wordt verpacht aan boerenbedrijven, de rest bestaat vooral uit productiebossen en natuurgebied.
Belangrijke landgoederen zijn:
- Het Oostermaat ten oosten van Lettele
- Rande (met de Keizerswaard) bij Diepenveen
- De Kranenkamp-Veldhuizen tussen Schalkhaar en Wesepe
- Boxbergen-Lankhorst ten westen van Wesepe.
- De Haere ten zuiden van Olst
- 't Nijendal tussen Olst en Diepenveen

Andere opvallende eigendommen zijn:
- De Gorsselse Heide ten oosten van het dorp Gorssel, in 2009 aangekocht, en beheerd door de Stichting Marke Gorsselse Heide.
- De Grote Brander ten zuidwesten van het dorp Okkenbroek, een monumentale boerderij die als leerboerderij wordt gebruikt.
- Natuurderij Keizersrande, van 2013 tot 2023 een biologisch-dynamisch rundveebedrijf en daarna een buffelmelkerij in de uiterwaarden van de IJssel bij Rande.

## Toegankelijkheid
Op alle daarvoor in aanmerking komende terreinen zoals bossen kan men vrij wandelen op wegen en paden. Voor honden gelden beperkingen. Mountainbikes zijn, buiten de wegen, alleen toegelaten op de daarvoor aangewezen routes.